# Baraqueville
Baraqueville är en kommun i departementet Aveyron i regionen Occitanien i södra Frankrike. Kommunen ligger  i kantonen Baraqueville-Sauveterre som ligger i arrondissementet Rodez. År 2022 hade Baraqueville 3 168 invånare.

## Befolkningsutveckling
Antalet invånare i kommunen Baraqueville
Referens: INSEE